# Bougainville
Bougainville, otok u južnom Pacifiku i autonomna regija u sastavu Papuanske Nove Gvineje. Gorovit je i pokriven gustim tropskim šumama. Najviši vrh je vulkan Balbi, visine 3123 m. Uspijevaju banane, kokosove palme, taro i sl. Veća naselja i luke su Kieta, Raua i Tinbutz. 
Od 23. studenog do 7. prosinca 2019. godine bio je održan referendum na kojem se stanovnici izjašnjavaju žele li veću autonomiju u okviru Papuanske Nove Gvineje, ili punu neovisnost. Procjene prije početka referenduma govorile su o očekivanih preko 90% glasova za punu neovisnost. Bugenvilsko povjerenstvo za referendum dne 11. prosinca 2019. je objavilo službene ishode referenduma, na kojem je veoma uvjerljiva većina birača (98.31%) glasovala za neovisnost.

## Stanovništvo
Većina stanovnika su kršćani, od čega 70% katolici, a značajna manjina od 1968. godine pripada posebnoj kršćanskoj denominaciji (Ujedinjena crkva Papuanske Nove Gvineje). Puno jezika se govori na otoku, a svrstani su u tri različite jezične porodice. Niti jednim jezikom se ne služi više od 20% stanovništva, a glavni jezici često imaju dijalekte čiji govornici ne razumiju druge dijalekte istog jezika. Najviše govornika ima jezik terei (27.000). Ostali jezici su halia (20.000, govori se u glavnom gradu Buka), naasioi ili kieta (20.000), siwai ili motuna (7.000), nehan (6.500), sibe ili nagovisi (6.000), rotokas (4.300), tinputz (3.900), solos (3.200), uisai (2.500), petats (2.000), takuu (1.800), saposa ili taiof (1.400), hahon (1.300), eivo ili askopan (1.200), bannoni (1.000), keriaka ili ramopa (1.000), torau (600) itd. Baitsi se često smatra dijalektom siwaija. Zbog silne jezične raznolikosti, za međusobno sporazumijevanje na otoku najčešće služi kreolski jezik tok pisin, uostalom rabljen diljem Papuanske Nove Gvineje. Engleski i tok pisin su jezici poslovnih ljudi i političara.

## Povijest
Otok nosi ime po francuskom istraživaču Louisu-Antoineu de Bougainvilleu, koji ga je posjetio 1768. godine. Prvo su ga 1885. godine kolonizirali Nijemci, pa zatim godine 1918. Australci. Tijekom Drugoga svjetskog rata, zauzeli su ga Japanci i na njemu izgradili zračnu i pomorske luke. Nadirući na sjeverozapad k otoku New Britain duž Salomonskih Otoka, na Bougainville su se iskrcali Amerikanci 1. studenog 1943. godine i preuzeli dio otoka. Pred njim došlo je tada do boja na moru između američke i japanske eskadrile. Tek 1945. Australci su oslobodili cijeli otok od Japanaca. Tri desetljeća kasnije, 1975., Papuanska Nova Gvineja postala je neovisna od Australije, a Bougainville njen sastavni dio.
Separatistički pokret je dva puta proglašavao neovisnost „Sjevernih Salomonskih otoka“, 1975. i 1990. U borbama s vlastima poginulo je između 15.000 i 20.000 ljudi. Pregovori su okončani 1997., kada je zajamčena autonomija. Bogatstvo koje se krije u otočnom rudniku Panguna procijenjeno je na 58 milijardi dolara.

### Referendum o neovisnosti
Od 23. studenog do 7. prosinca 2019. godine održan je referendum o neovisnosti Bougainvillea. Biračkih mjesta je 829. Na samom Bougainvilleu ih je 800, u ostalim provincijama Papuanske Nove Gvineje ih je 25, a četiri su na zabačenim rudarskim mjestima. Bugenvilci iz dijaspore također su mogli glasovati, na dva mjesta u Australiji i dva na Salomonskim Otocima.
Mnogi sumnjaju u održivost neovisnog Bougainvillea. Satish Cand, profesor financija na University of New South Wales-a, upozorava da je Bougainville prikupio samo 705.000 američkih dolara od poreza na tvrtke, carine i drugih poreza. 12.100.000 dolara dobili su od vlade Papuanske Nove Gvineje, što znači da je Bougainville do 2016. godine dostigao samo 6% fiskalne samoodrživosti.
Mnoštvo ljudi okupilo se u subotu, prvog dana referenduma, u prikladno nazvanom parku Bel Isi (Mir) u Buki, prvog dana dvotjednog referenduma, kako bi odlučilo treba li otočje postati neovisno od Papuanske Nove Gvineje. Usred značajnog prisustva sigurnosnih snaga, stotine Bugenvilaca marširalo je ulicama dok su slijedili predsjednika autonomne regije, Johna Momisa, dok je stigao na biračko mjesto dati svoj glas. Momis je u pratnji svog ministra unutarnjih poslova, Pukaa Temua, te povjerenika za referendum, Rubyja Mirinke, prvi dao svoj glas.
Na referendumu je, od 206 731 registriranih birača, biračko pravo iskoristilo njih 181 067. Od njih je za veću autonomiju unutar Papuanske Nove Gvineje glas dalo 3 043 ljudi (1.69%). Bilo je 1 096 nevažećih listića. Golema većina birača, njih 176 928 (98.31%), glasovalo je za punu neovisnost Bougainvillea.

## Vanjske poveznice
- Službena stranica bugenvilske vlade
- Povjerenstvo referenduma o neovisnosti 2019.